# Лезгинський танець

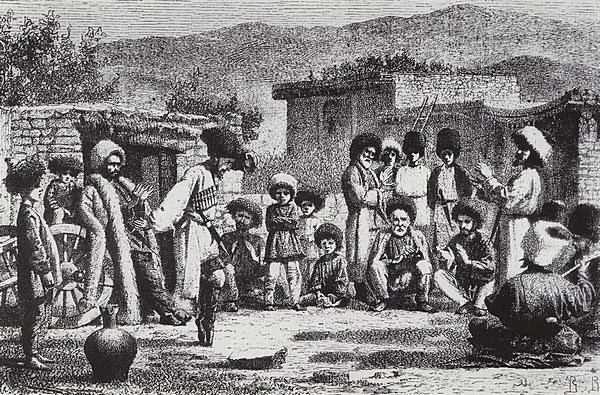
Картина відомого російського художника Василя Верещагіна «Лезгінський танець», який після відвідування Південного Дагестану і Єлізаветпільскої Губернії написав цю картину, спостерігаючи за звичаями і традиціями лезгінів. (1867 р.)

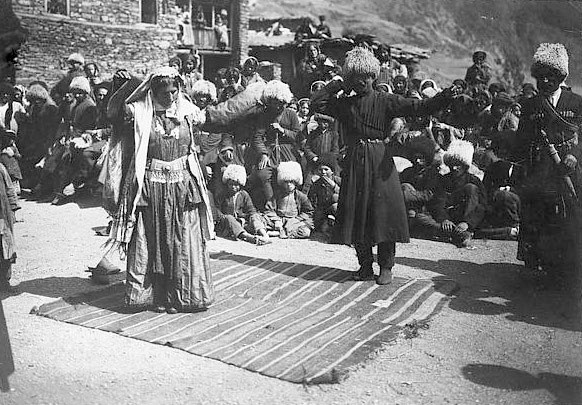
Фотографія «Лезгини, танцюють лезгинку», початок XX століття, Аул Ахти, Дагестанська Область. (1900 р.)

Лезгинка  — (лезгин. Лезги кьуьл) народний танець лезгинів, поширений серед всіх гірських народів Кавказу — кабардинців, осетинів, чеченців, інгушів, аварців, даргинців, лакців, терських і кубанських козаків та ін. Музичний розмір — 6/8, інколи 2/4, темп швидкий. Танцюристи, наче змагаючись, демонструють віртуозність, вправність, спритність, невтомність. Виконують як сольний чоловічий танець, а також у парі з жінкою.

## Опис танцю
У танці використовуються 2 образи. Чоловік рухається в образі «орла», чергує повільний і стрімкий темп. Найбільш важкими і ефектними рухами є танцювальні рухи чоловіка, коли він навшпи́ньки, розкидає руки в різні сторони. Жінка рухається в образі «лебідки», зачаровуючи граціозною поставою та плавними рухами рук. Жінка збільшує темп свого танцю вслід за чоловіком. Не випадково цей танець, поширений серед усіх кавказьких народів, був названий у відповідності з древнім тотемом лезгин: слово «лек» (лезгин. лекь) означає орел.